# Virgen de Candelaria (Adeje)
Nuestra Señora de Candelaria, llamada popularmente la Virgen de Candelaria de Adeje, es un facsímil de la imagen original de la Virgen de la Candelaria aparecida a los guanches en la isla de Tenerife en el siglo xv. Se venera en la parroquia matriz de Santa Úrsula, en la localidad de Adeje, en el sur de la isla.

## La talla
Sobre su origen se han tejido a lo largo del tiempo muchas teorías, incluso se ha barajado la posibilidad de que fuera la imagen original encontrada por los aborígenes en la playa de Chimisay, en el actual municipio de Güímar. Si bien, esta teoría es rechazada por una gran cantidad de historiadores.
Se trata de una escultura de bulto redondo, tallada en madera y policromada, de autor anónimo y copia de la pieza original desaparecida en el aluvión del 7 de noviembre de 1826. La imagen mide 96 cm más otros 24 cm de peana.
La Virgen María está representada de pie mirando al frente, con la pierna izquierda ligeramente adelantada dejando ver el zapato. La candela que sujeta en la mano izquierda es verde y en la otra sostiene al Niño Jesús desnudo que a su vez sujeta en sus manos un pájarito negro. La imagen tiene el pelo dorado que le cae por la espalda a modo de rayos solares. Está vestida con túnica roja con detalles floreados y manto azul con estrellas doradas en relieve. Al igual que sucedía con la imagen original, presenta inscripciones en diversas partes de su cuerpo que nunca han podido ser descifradas y ha dado lugar a numerosos estudios y publicaciones. 
La talla fue encargada por los marqueses de Adeje (patronos de la provincia de Nuestra Señora de La Candelaria) en 1684, y se estima que el escultor trabajó teniendo a la vista la primitiva imagen de la Candelaria. Tras la pérdida de la imagen original, los dominicos de Candelaria solicitaron a dichos marqueses la imagen en préstamo para que presidiera la celebración del 2 de febrero de 1827 en el santuario de Candelaria. Sin embargo, la imagen nunca sería prestada por lo que los dominicos tuvieron que celebrar durante dos años la fiesta con un cuadro que se encuentra actualmente en la basílica de la villa mariana de Candelaria. Posteriormente el afamado escultor Fernando Estévez realizó la imagen actual que se venera hoy en día en la citada basílica de Candelaria.